# Juni 2009
| Juni 2009 |
| Månader under 2009: Januari · Februari · Mars · April · Maj · Juni · Juli · Augusti · September · Oktober · November · December ← December 2008 · Januari 2010 → |

## Händelser
- 1 juni - Ett Air France-flygplan av typen Airbus A330-200, med beteckningen AF 447, havererar över Atlanten fyra timmar efter start under en flygning mellan Rio de Janeiro i Brasilien och Paris i Frankrike.
- 4-7 juni - Val till Europaparlamentet hålls inom hela Europeiska unionen.
- 11 juni - Den svenske högskole- och forskningsministern Lars Leijonborg meddelar att han tänker avgå och lämna regeringen för att ägna sig åt annat.
- 13 juni - Presidentval hålls i Iran där Mahmoud Ahmadinejad blir omvald, men anklagas för valfusk vilket leder till omfattande demonstrationer i landet.
- 16 juni - Sveriges riksdag röstar igenom årets försvarsbeslut. Med röstsiffrorna 153-150 beslutas att Sverige ska avskaffa den allmänna värnplikten,[1] som har funnits sedan 1901, i fredstid och från den 1 juli 2010 ersätta den med en frivillig grundläggande soldatutbildning.[2]
- 17 juni - Riksdagsledamoten Tobias Krantz utses till ny svensk högskole- och forskningsminister efter den avgångne Lars Leijonborg.
- 25 juni Michael Joseph Jackson, död 25 juni 2009 i Los Angeles i

### Fotnoter
1. ↑  Sveriges Television 16 juni 2009 - Värnplikten avskaffas
2. ↑  Sveriges Television 16 juni 2009 - Allmänna värnplikten skrotas